# エルフリーデ・トレッチェル
エルフリーデ・トレッチェル（ドイツ語：Elfride Trötschel、1913年12月22日 - 1958年6月20日）は、ドイツの声楽家（ソプラノ）。姓の日本語表記はトレチェルとなっている場合があり、一定しない。ナチス政権下の時代から戦後にかけて、一瞬の閃光のような美しい輝きを放ったが、わずか44歳で早逝した。 

## 生涯
エルフリーデ・トレッチェルは、元リストの弟子でオルガン製作者兼音楽教師であるアルベルト・トレッチェルの娘としてドレスデンで生まれた。 
9歳のときに孤児になり、里親に預けられたが、そこでは育児放棄に遭った。彼女の姉の結婚式の際には、トレッチェルの心の乱れが見られたが、 ドレスデン-コッタの2番目の家庭でのみ、ようやく彼女はフレンドリーで家族的な扱いを受けることができた。 彼女は16歳のときドレスデン音楽学校に入学し、 ゾフィー・キューナウ＝ベルンハルトやドリス・ヴィンクラー等に師事し、合唱団の歌手としての訓練を受けた。ヘルデン（英雄的）バリトンのパウル・シェフラーは授業料を免除してくれた。 シェフラーと別れた後、 ヘレン・ユングがトレッチェルのためにウェーバー『魔弾の射手』エンヒェン役を与え、彼女は1934年11月13日に初めて歌った。わずか20歳である。 

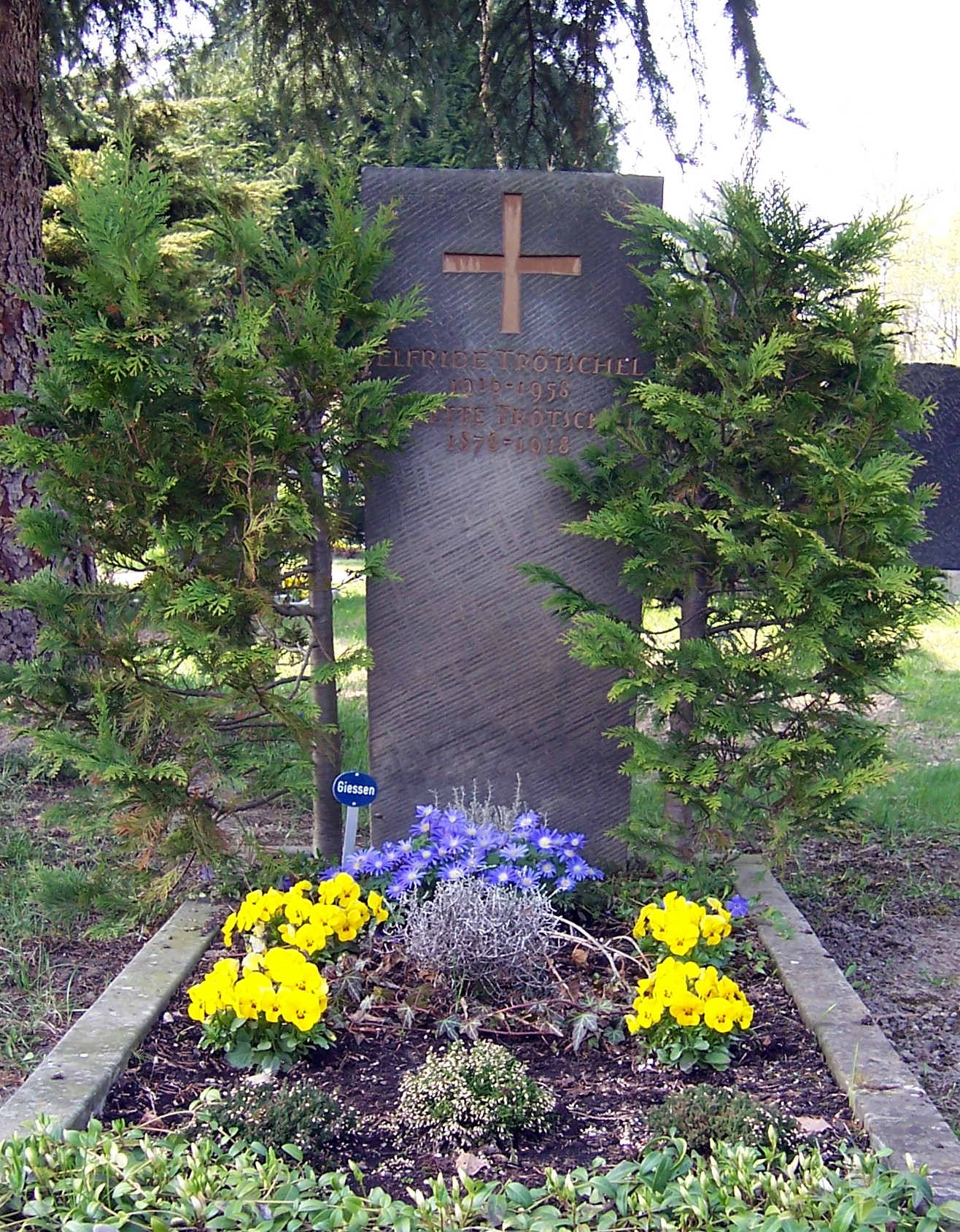
ドレスデンのコッタ墓地にあるエルフリーデ・トレッチェルの墓。

ゼンパー・オーパーの指揮者（音楽監督）のカール・ベームは1934年にトレッチェルと契約し、彼女は1950年までの間、リリックな役柄から後には若々しくドラマティックな役柄に至るまで、主要な歌い手として活躍した。1950年に彼女はザクセンの宮廷歌手の称号を与えられた。1936年に彼女はロンドンとフィレンツェにゲスト出演し、国際的な活躍をスタートさせた。5年後にはザルツブルク音楽祭にも出演している。1948年、彼女はヴァルター・フェルゼンシュタインのベルリン・コーミッシェ・オーパーとの大規模なゲスト出演の契約を結んだ。1949年以来、彼女はオットー・クレンペラーと繰り返し共演し、（毒舌で知られる）クレンペラーがトレッチェルを称賛している。「トレッチェルのように心がこもって、素朴で、女性らしい『少年の魔法の角笛 (マーラー)』の詩を歌うソプラノはいない」。 
1950年から1951年まで彼女はベルリン国立歌劇場で歌った。そこから彼女は西ベルリン州立劇場（後のベルリン・ドイツ・オペラ）に移った。 彼女の国際的な活躍の場は、エディンバラ、グラインドボーン音楽祭、ウィーン、ナポリ、リスボン、マルセイユ、チューリッヒに及んでいる。ドレスデン国立歌劇場での最後のゲスト出演は 1953年2月22日のワーグナー『ニュルンベルクのマイスタージンガー』である。当時の歌劇場は、戦後のドレスデンに残った数少ない大型の施設であるクアハウス・ビューラウであった。彼女の歌手人生は1933年にドレスデンのリンネルシュロスでのリサイタルで始まり、1956年12月にクアハウス・ビューラウでの最後のリサイタルで終わった。 
歌手としての芸術活動は数多くの録音で締めくくられた（とドイツ語版Wikipediaには記載されているが、現在残されている音源はそれほど多くない。活動期が戦中をまたいだことと、早逝したことによるのであろう）。エルフリーデ・トレッチェルは癌のため、1958年6月20日にわずか44歳でベルリンで亡くなり、ドレスデンのコッタ墓地に埋葬された。葬儀の弔辞を読んだのはヴァルター・フェルゼンシュタインであった。 
今日、ドレスデンのニッケルン地区にある「エルフリーデ・トレッチェル通り」は彼女を記念して名付けられている。 

## 評価
Kutsch / Riemensのグローセス・ゼンガーレクシコン（Großes Sängerlexikon）では「繊細な歌唱と、音色の輝き、および広範囲におよぶ舞台やコンサートのレパートリーによって」評価されていると述べている。 

## ディスコグラフィー
- CD エルンスト・トッホ：歌曲集『中国の笛』Op.29 世界初演 エルフリーデ・トレッチェル：ソプラノ アルノ・ビル：フルート ハンス・レーヴライン：指揮 ドレスデン国立歌劇場室内管弦楽団 Profil
- CD2枚組 エルフリーデ・トレッチェル／歌曲リサイタル集 ハンス・レーヴライン：ピアノ、フーベルト・ギーゼン：ピアノ、ミヒャエル：ラウハイゼン：ピアノ、他 Profil
- CD バッハ:マタイ受難曲 E.トレチェル(S)、D.オイストラーティ(A)、H.クレプス(T)、D.フィッシャー=ディースカウ(Br)、F.ヘルテル(Bs)、フリッツ・レーマン(指揮)、ベルリン放送交響楽団、ベルリン放送合唱団 Music & Arts
- CD2枚組 ハイドン：四季 エルフリーデ・トレチェル、聖ヘドビッヒ大聖堂聖歌隊、RIAS室内合唱団、ヴァルター・ルートヴィヒ、フェレンツ・フリッチャイ：指揮、RIAS交響楽団 ポリドール
- CD マーラー:交響曲第4番 オットー・クレンペラー：指揮、ケルン放送交響楽団、エルフリーデ・トレッチェル delta classics
- CD2枚組 オットー・クレンペラー秘蔵音源集1955&1958、ブラームス ドイツ・レクイエム BBC交響楽団＆合唱団、ハンス・ヴィルブリンク：バリトン、エルフリーデ・トレッチェル：ソプラノ ICA Classics
- CD4枚組 ゼンパーオパー・エディションVol.10 1938年以来の放送録音からオペラ合唱曲コレクション ドレスデン国立歌劇場合唱団、シュターツカペレ・ドレスデン 指揮：カール・ベーム、クルト・シュトリーグラー、カール・エルメンドルフ、ヨーゼフ・カイルベルト、エルンスト・リヒター、ルドルフ・ケンペ、ルドルフ・ノイハウス、ハインツ・レーグナー、ハンス・E・ツィンマー、ハンス・フォンク  ソロ：クリステル・ゴルツ、ハンス・ヘルマン・ニッセン、ヨーゼフ・ヘルマン、ヤン・リッテル、エリザベート・ヘンゲン、クルト・ベーメ、エルフリーデ・トレッチェル、ヘレナ・ロット Profil
- CD2枚組 ブラームス：ドイツレクイエム、交響曲第4番、ベートーヴェン：ピアノ協奏曲第3番 カール・シューリヒト：指揮、フランス国立管弦楽団 エルフリーデ・トレッチェル、ハインツ・レーフス クラウディオ・アラウ Tahra
- CD3枚組 Josef Metternich -Rare & Unreleased Recordings (1948-1957) 指揮：ヨハネス・シューラー、ヴァルター・ズィーバー、フランツ・マルスツァレク、グスタフ・ケーニヒ、リヒャルト・クラウス、ヘルマン・ハーゲシュテット、パウル・ヒンデミット、フェレンツ・フリッチャイ、オイゲン・ヨッフム ソリスト：ヨーゼフ・メッテルニヒ、マリアンネ・シェヒ、アンネリース・ハーフルト、エルフリーデ・トレッチェル、ヨーゼフ・グラインドル、ペーター・アンダース、コーネリス・ファン・ダイク、エドウィン・ハイアー、ベルント・アルデンホフ、アンネリース・クッパー Gebhardt
- CD2枚組 Monteverdi: L'Orfeo ベルリン放送交響楽団・ベルリン室内管弦楽団 ヘルムート・コッホ：指揮 ゲルハルト・レッカー、ヴェルナー・カール、ベルンハルト・ミヒャエリス、エルフリーデ・トレッチェル、ヨーゼフ・ハウスマン、ゲルダ・ラマーズ、ヴァルター・ハウク、マックス・マイリ、エーファ・フライヒャー、ヘルムート・クレプス Berlin Classics
- CD カール・オルフ：カルミナ・ブラーナ オイゲン・ヨッフム：指揮 エルフリーデ・トレッチェル：ソプラノ、パウル・キューン：テノール、ハンス・ブラウン：バリトン バイエルン放送交響楽団＆合唱団（1953年録音版）Deutsche Grammophon